# Wollershausen
Wollershausen é um município da Alemanha, situado no distrito de Göttingen do estado de Baixa Saxônia (Niedersachsen). O município de Wollershausen é membro da associação municipal de Samtgemeinde Gieboldehausen.

## Demografia
Evolução da população:
| - 1821 - 306 - 1939 - 411 - 1973 - 533 | - 1986 - 486 - 1996 - 418 - 2001 - 457 | - 2008 - 464 |